# Pentastomida
Pentastomida су мала група ракова који паразитирају у респираторном систему кичмењака. На предњем делу тела имају пет испупчења, по којима су и добили име, од којих четири имају канџице, а на једном се налазе уста прилагођена за сисање крви домаћина.
На предњем делу тела имају пет испупчења, по којима су и добили име, од којих четири имају канџице, а на једном се налазе уста прилагођена за сисање крви домаћина. Од усног отвора продужава се једноставно цевасто црево. Крвни систем као и системи за дисање и излучивање не постоје.
Полни систем је добро развијен и ове животиње су одвојених полова. Развиће се одвија преко две врсте домаћина:
1. прелазног, у коме се образују и развијају ларве, и то су најчешће нека риба или ситни глодар мада су ларве нађене у скоро свим врстама кичмењака;
2. трајног домаћина у коме су одрасле јединке.

Паразитирају углавном у животињама тропских предела и изузетно ретко се срећу код човека. Најпознатији представник значајан за ветеринарску медицину у нашем подручју је врста Linguatula serrata која изазива обољење лингватулозу. Овом пентастомидом се може заразити и човек.

## Класификација
Према Martin & Davis (2001), Pentastomida су поткласа унутар класе ракова Maxillopoda.
поткласа Pentastomida Diesing, 1836
- ред Cephalobaenida Heymons, 1935
  - фамилија Cephalobaenidae Fain, 1961
  - фамилија Reighardiidae Heymons, 1935
- ред Porocephalida Heymons, 1935
  - фамилија Armilliferidae Fain, 1961
  - фамилија Diesingidae Fain, 1961
  - фамилија Linguatulidae Heymons, 1935
  - фамилија Porocephalidae Fain, 1961
  - фамилија Sambonidae Fain, 1961
  - фамилија Sebekiidae Fain, 1961
  - фамилија Subtriquetridae Fain, 1961